# Merklinger Ried
Merklinger Ried ist ein mit Verordnung des Regierungspräsidiums Stuttgart vom 2. Juli 1982 ausgewiesenes Naturschutzgebiet mit der Nummer 1.103. 

## Lage
Das Naturschutzgebiet befindet sich im Naturraum Obere Gäue und liegt in der Talaue der Würm etwa 500 Meter südöstlich von Merklingen. Das Merklinger Ried ist Teil des FFH-Gebiets Nr. 7319-341 Gäulandschaft an der Würm und ist nahezu vollständig umgeben vom Landschaftsschutzgebiet Nr. 1.15.027 Heckengäu-Weil der Stadt.

## Schutzzweck
Laut Verordnung ist der Schutzzweck die Erhaltung eines natürlichen Riedes, die Abwendung von Störungen und Beeinträchtigungen von einem seltenen Lebensraum für wildlebende Pflanzen und Tiere, insbesondere für zahlreiche Vogelarten sowie die langfristige Renaturierung von beeinträchtigten Teilbereichen des Riedes.

## Flora und Fauna
Als floristische Besonderheit ist die in Baden-Württemberg als „gefährdet“ eingestufte Orchideenart Sumpf-Stendelwurz zu nennen. Hervorzuheben ist das Vorkommen zahlreicher Vogelarten: Teichrohrsänger, Sumpfrohrsänger, Rohrammer, Feldschwirl, Mönchsgrasmücke, Zilpzalp, Tüpfelsumpfhuhn und Bekassine.